# Google译者工具包
谷歌译者工具包（英語：Google Translator Toolkit）是一款整合的辅助翻译平台，它为翻译人员提供包括翻译辅助，机器翻译，协作平台和Talk等服务。目前它支持编辑和翻译50多种语言。它整合了谷歌翻译、所见即所得编辑器、开放的评分系统、分享系统、维基百科以及Knol。对于各类翻译人员，该系统还提供了翻译记忆库、术语和词汇表的上载重用机制。并提供了全球翻译记忆库供翻译人员使用。
译者工具包已于2019年12月4日停用。

## 支持上传的文件格式
- 文本文件(.txt)
- HTML
- Microsoft Word(.doc)
- 开放文档格式(.odt)
- RTF
- SubRip(.srt)
- SubViewer(.sub)